# 石神井警察署
石神井警察署（しゃくじいけいさつしょ）は、東京都にある警視庁が管轄する警察署の一つである。第十方面本部所属。
練馬区の西部を管轄している。
署員数およそ320名、識別章所属表示はRK。

## 管轄区域
練馬区の以下の町丁の全域と、西東京市東町の一部を管轄。
練馬区
- 石神井町一 - 八丁目
- 下石神井一 - 六丁目
- 石神井台一 - 八丁目
- 上石神井一 - 四丁目
- 上石神井南町
- 立野町
- 関町東一・二丁目
- 関町南一 - 四丁目
- 関町北一 - 五丁目
- 東大泉一 - 七丁目
- 南大泉一 - 六丁目
- 西大泉町
- 西大泉一 - 六丁目
- 大泉学園町一 - 九丁目
- 大泉町一 - 六丁目

西東京市
- 東町四丁目15番の一部（それ以外の西東京市は田無警察署の管轄）

## 沿革
- 1961年（昭和36年）4月1日 - 練馬警察署から分離・創設。
- 1990年（平成2年）4月1日 - 光が丘警察署開設に伴い、管轄地域の一部が移管される。
- 1995年（平成7年）2月6日 - 現庁舎完成。

## 組織
- 警務課
- 会計課
- 交通課
- 警備課
- 地域課
- 刑事組織犯罪対策課
- 生活安全課

## 交番・駐在所
- 大泉学園交番（練馬区大泉学園町四丁目27番18号）
- 大泉学園駅前交番（練馬区東大泉五丁目42番1号）
- 上石神井駅前交番（練馬区上石神井四丁目1番16号）
- 北大泉交番（練馬区大泉町三丁目15番9号）
- 石神井公園駅前交番（練馬区石神井町三丁目23番4号）
- 関町交番（練馬区関町南三丁目12番24号）
- 西大泉交番（練馬区西大泉二丁目16番28号） - 西東京市東町四丁目の一部地域も管轄。
- 富士街道交番（練馬区石神井台六丁目15番3号）
- 南大泉交番（練馬区南大泉四丁目29番11号）
- 武蔵関駅前交番（練馬区関町北二丁目28番21号）

## 駐在所
- 石神井南駐在所（練馬区下石神井二丁目36番2号）
- 東大泉駐在所（練馬区東大泉二丁目8番2号）
- 武蔵関駐在所（練馬区関町北三丁目10番3号）

## 地域安全センター
- 下石神井地域安全センター（練馬区石神井町五丁目11番6号）2007年（平成19年）4月1日に下石神井交番から転換。2013年に廃止。